# Lifting de corazón
Lifting de corazón és una pel·lícula argentina dramàtica dirigida per Eliseo Subiela, estrenada el 2 de març de 2006.

## Sinopsi
Antonio Ruiz és un prestigiós cirurgià plàstic, amb bona planta i amant de la vida saludable, que viu a Sevilla amb la seva dona, Cristina, i els seus dos fills. Un dia és convidat a un congrés a Buenos Aires. Allí, sense proposar-s'ho, manté una aventura amorosa amb la seva assistenta Delia, cosa que trastoca la seva vida, que no tornarà a ser la mateixa.

## Repartiment
- Pep Munné com Antonio Ruiz
- María Barranco com Cristina
- Arturo Bonín com Ezequiel
- Moro Anghileri com Delia
- Rosario Prado com Elisa
- Alfredo Casero com Taxista
- Silvia Rey com Laura
- Adrián Iaies com Julia
- Félix López Rufo com Ramiro
- Jean Pierre Noher
- Pascual Condito com Taxista
- Martín Aldasoro com Bailarín de tango

## Recepció
Fou nominada a la Bisnaga d'Or al Festival de Màlaga de 2006 i participà en la XII Mostra de Cinema Llatinoamericà de Lleida.